# 30 Minutes or Less
30 Minutes or Less är en amerikansk actionkomedifilm från 2011. Filmen är regisserad av Ruben Fleischer, producerad av Columbia Pictures och med Jesse Eisenberg, Aziz Ansari, Danny McBride och Nick Swardson i huvudrollerna.

## Rollista
- Jesse Eisenberg – Nick Davis
- Danny McBride – Dwayne King
- Aziz Ansari – Chet Flanning
- Nick Swardson – Travis Cord
- Michael Peña – Chango
- Fred Ward – The Major, Dwaynes far
- Dilshad Vadsaria – Kate Flanning, Chets tvillingsyster
- Mya Rajah – Amelia
- Bianca Kajlich – Juicy
- Brett Gelman – Chris, Nicks chef

## Soundtrack
Soundtracket till 30 Minutes or Less består av sex låtar av sex olika band: 
- The Hives – "Tick Tick Boom"
- Beastie Boys – "Sure Shot"
- Generationals – "I Promise"
- Band Of Horses – "Laredo"
- Kid Cudi – "Is There Any Love?"
- Third Eye Blind – "Jumper"